# Pablengan
Pablengan is een bestuurslaag in het regentschap Karanganyar van de provincie Midden-Java, Indonesië. Pablengan telde 4026 inwoners volgens de volkstelling van 2010. In 2020 was dit aantal toegenoemen tot 5097.